# Toropi
Toropi – gmina w Brazylii w stanie Rio Grande do Sul.
Populacja w roku 2004 wynosiła 3174 mieszkańców.
Gmina zajmuje powierzchnię 202,98 km².